# 金龍館
金龍館（きんりゅうかん、1911年10月1日 開業 - 1991年 閉鎖）は、かつて東京・浅草にあった劇場、映画館である。大正期後半の「浅草オペラ」の時代、「根岸大歌劇団」の根拠地となった。戦後、浅草ロキシー映画劇場（あさくさロキシーえいがげきじょう）として洋画を、のちに浅草松竹映画劇場（あさくさしょうちくえいがげきじょう）として邦画を上映した。

## 略歴・概要

### ジゴマと浅草オペラ
1911年（明治44年）10月1日、東京市浅草区公園六区（現在の東京都台東区浅草1丁目26番）、「常磐座」の隣地に開業した。同敷地は、常盤座を経営する根岸興行部社主の根岸浜吉が、1907年（明治40年）4月に開かれた上野公園での「東京勧業博覧会」で建てられ、有名になった観覧車を移設した場所（浅草公園ルナパーク内）であった。
開業の翌月の同年11月、京橋の映画会社福宝堂（のちの日活の前身の一社）が、フランス映画『ジゴマ』のプリントを輸入して『探偵奇譚ジゴマ』のタイトルで、同館の活動弁士・加藤貞利の解説で封切り、大ヒットとなった。これが「日本初の洋画のヒット」と言われる。金龍館は、福宝堂のフラッグシップ館で、福宝堂製作の作品をすべて公開した。1912年（明治45年）に福宝堂は4社合併で日活になり、1914年（大正3年）2月15日公開の桝本清監督の『谷底』を最後に、日活のフラッグシップを離れた。
1913年（大正2年）にはさらにならびに洋画の封切館「東京倶楽部」を開業、1916年（大正5年）5月1日には、常磐座・金龍館・東京倶楽部の「3館共通入場券」（2階20銭、1階10銭）を導入した。このころの同館では曾我廼家五九郎の芝居を上演しており、のちの映画監督の松本英一が勤務していた。同館の文芸部には、20代の高田保がいた。
1919年（大正8年）2月18日、金龍館では、清水金太郎・静子夫妻が、日本館の「東京歌劇座」を離れて、田谷力三らと結成した「七声歌劇団」の旗揚げ公演を上演した。
同年5月1日、伊庭孝が、高木徳子と設立した歌舞劇協会を、高田雅夫らとともに改組して「新星歌舞劇団」を結成したが、翌1920年（大正9年）9月3日、根岸興行部の根岸吉之助はこれを同社専属とし「根岸大歌劇団」とさらに改称、金龍館は同歌劇団の拠点となった。初演は同年10月11日、伊庭孝作詞、竹内平吉作曲、高田雅夫コレオグラフによるオペラ『釈迦』であった。1921年（大正10年）末、根岸興行部は金龍館を大改築し、同年12月31日に再オープンした。1922年（大正11年）3月20日、「根岸大歌劇団」がジョルジュ・ビゼーのオペラ『カルメン』を金龍館で初演、同作のコーラス・ボーイとしてで17歳の榎本健一（エノケン）がデビューした。当時のコーラス・ボーイに藤原釜足がいた。1923年（大正12年）9月1日、関東大震災で金龍館は壊滅、1924年（大正13年）3月、「根岸大歌劇団」は解散した。
1931年（昭和6年）、常盤座、東京倶楽部とともに改築、このときの建物は、平成の時代に取り壊すまで使用された。

### 松竹の劇場
1934年（昭和9年）7月1日、金龍館は松竹の直営となり、復興に向かった。当時の金龍館は喜劇を主に上演する劇場だったが、同年11月映画興行主体に転向。1935年（昭和10年）2月14日公開、伊藤大輔のオリジナル脚本を書き犬塚稔が監督した第一映画社作品『煙は靡く』が、松竹キネマ配給、同館のフラッグシップで公開された。その後、1936年（昭和11年）7月に再び喜劇主体の劇場に転換。翌1937年（昭和12年）9月5日「金龍館松竹ニュース劇場」としてニュース映画を主体に興行することになるが、1939年（昭和14年）3月より松竹映画と喜劇、演芸を組み合わせた興行となる。やがて喜劇主体の興行に戻り、1944年（昭和19年）2月、「金龍劇場」に改称。
1945年（昭和20年）8月15日、第二次世界大戦が終結し、金龍劇場は翌1946年（昭和21年）8月、「浅草ロキシー映画劇場」と改称して洋画興行に転換した。松竹は1947年（昭和22年）に同館内に「ロキシー興行社」を設立、洋画配給の拠点とした。1949年（昭和24年）3月にはロキシー興行社を解消、本社の洋画興行係が洋画配給を行なった。
1970年代には、洋画の成人映画（洋ピン）の封切映画館となる。1983年（昭和58年）に、本来の「浅草松竹映画劇場」（旧帝国館）の再開発にともなう閉鎖により、「浅草松竹映画劇場」の二代目となり、松竹映画の封切館になる。
1991年（平成3年）、閉鎖廃業となり、1931年築の建物は解体。80年の歴史に終止符を打った。跡地はTOCに売却、再開発され、ROX3となった。

## 他地域の金龍館
大正末期の1924年 - 1926年、1957年（昭和32年）の資料による各地の金龍館。
- 金龍館 （二戸郡、現在の二戸市、1957年）
- 金龍館 （猿島郡、1957年）
- 立石金龍館 （東京都葛飾区立石、現存せず）
- 金龍館 （名古屋市、1957年）
- 金龍館（山口市、1926年ころ）

## 関連事項
- 根岸興行部
- 浅草オペラ
- 常盤座
- 東京クラブ (映画館)